# No todos los perros van al cielo
No todos los perros van al cielo es el undécimo episodio de la séptima temporada de la serie Padre de familia. El episodio está escrito por Danny Smith y dirigido por Greg Colton. 
Quahog organiza la convención anual de Star Trek: La nueva generación con la presencia de todos los actores de la serie. Cuando Stewie es incapaz de realizarles algunas preguntas, decide construir una máquina de teletransporte en su habitación y secuestrarles obligándoles a pasar con él la tarde. Por otro lado, Brian acaba siendo un paria para el pueblo cuando confiesa ser ateo
El episodio obtuvo críticas positivas por parte de la crítica y recibió un índice de audiencia Nielsen de 4,8/7. Como artistas invitados, el reparto íntegro de Star Trek: La nueva generación y una escena en imagen real de Adam West y Rob Lowe.

## Argumento
Peter asiste con su familia a la convención anual de Star Trek, allí mismo, Meg acaba pillando las paperas después de que su padre la obligase a fotografiarse con un trekkie afectado con la misma enfermedad creyéndose que era un tipo disfrazado. Por otro lado, Stewie está ilusionado de asistir a la sesión de preguntas, pero es incapaz de realizar ninguna, puesto que todos los asistentes realizan preguntas personales que poco tienen que ver con la serie. Indignado, Stewie decide tomar cartas en el asunto.
Ya en casa, Meg se ve obligada a guardar cama hasta que se le pase la infección, el médico que le atiende se sorprende de que la joven no esté vacunada. Mientras está en convalecencia, sus padres le llevan una televisión a su cuarto para que se distraiga, pero tan solo va una cadena que resulta ser de contenido católico a todas horas presentado por Kirk Cameron. Tras pasar una semana recluida en su habitación, consigue recuperarse, pero acaba convirtiéndose en una creyente fanática y empieza a volver locos a toda su familia con sus nuevas creencias. Sin embargo no todos comparten la misma pasión que Meg, Brian confiesa a la familia su ateísmo manteniéndoles a todos en estado de shock. Meg intenta de varias maneras convencerle de la existencia de Dios y trata de convertirlo al cristianismo, pero este rechaza de manera reiterada su ofrecimiento. Finalmente decide tomar medidas drásticas e informa a toda Quahog el ateísmo de Brian, en consecuencia, los vecinos empiezan a mostrarse intolerantes con el can.
Después de la actuación de Meg, Brian acaba siendo un paria para la ciudad y es incapaz de salir a la calle sin tener problemas con los ciudadanos, le es prohibido la entrada a varios comercios y licorerías por lo que es incapaz de beber. Desesperado y con delirium tremens, decide fingir ante Meg que empieza a creer y convence a Meg para que cesen todas las hostilidades que desde el primer momento no para de recibir, finalmente Brian puede salir a emborracharse tranquilo de saber que no le puede pasar nada, mientras va con Meg, Brian no puede evitar escandalizarse al ver lo que se dispone hacer, una quema de libros "dañinos para Dios". Brian admite haber hecho teatro para poder salir y beber e intenta convencer a Meg de que lo que está haciendo va contra el razonamiento, pero Meg se niega a escucharle a la par que lo maldice. Brian finalmente trata de abrirle los ojos al explicarle su situación familiar y física, como ejemplos, si Dios hizo a las personas a su misma asemejanza, por qué Meg no está tan buena como su madre y sin embargo se parece más a su padre, y si de verdad existe un Dios bondadoso, por qué está con unos padres que la tratan de manera horrible y que ni siquiera le pagan la medicación. Meg finalmente se derrumba ante la sinceridad de Brian y se disculpa por su comportamiento al comprender que tiene razón, pero aun así sigue confundida, cuando le confiesa no saber cómo sentirse querida, Brian le asegura que todas las respuestas están dentro de cada uno y que el sentido de la vida está en algún lugar. Más adelante se revela que el universo que gira alrededor de Padre de familia tiene lugar en las moléculas de una lámpara en la habitación de Adam West y Rob Lowe en una escena en imagen real.
Por otro lado y volviendo a Stewie, este decide instalar en su cuarto, una máquina teletransportadora con la que secuestra al elenco de actores de Star Trek: la nueva generación para poder realizar al fin las preguntas que no pudo hacer (en alusión al episodio Skin of Evil, Stewie mata a Denise Crosby). Tras la sesión, Stewie obliga a los actores a pasar la tarde con él, para ello roba la furgoneta de Cleveland y se va con los demás a un fast food para después irse a la bolera, sin embargo empiezan a portarse como crios para molestia de Stewie que acaba harto de ellos y les manda de vuelta a sus hogares, no sin antes decirles que han destrozado por completo el buen nombre de la saga.

## Producción
Seth MacFarlane es un seguidor de la saga Star Trek e hizo dos apariciones como artista invitado en el papel de Ingeniero Insignia Rivers en los episodios de Star Trek: Enterprise; The Forgotten y Affliction. Los actores de Star Trek también han hecho apariciones en varios episodios de Padre de familia por ejemplo: Patrick Stewart puso su voz a Peter Griffin en una escena de No Meals on Wheels, en Lois Kills Stewie como Avery Bullock, personaje originario de American Dad, hizo de Jean-Luc Picard en Peter's Got Woods;; además de sus compañeros de reparto, Johnatan Frakes, Michael Dorn y Marina Sirtis en el mismo episodio.
En Not All Dogs Go to Heaven se contó con la colaboración del reparto íntegro de Star Trek: una nueva generación interpretando sus papeles originales: Patrick Stewart como Jean Luc Picard; Jonathan Frakes como Riker; Gates McFaden es Doctor Beverly Crusher; Brent Spiner es Teniente jefe Data; Michael Dorn es Worf; Marina Sirtis es Troi; LeVar Burton es Geordi La Forge; Wil Wheaton es Wesley Crusher; y Denise Crosby de Tasha Yar, cuyo personaje falleció en la primera temporada. También cabe destacar que es la primera vez que el reparto trabaja junto, a excepción de Crosby, desde la película del 2002, Star Trek: némesis, aunque los actores no estaban reunidos cuando grabaron sus diálogos.
Wil Wheaton grabó sus frases el 20 de septiembre de 2007. MacFarlane dirigió la sesión de doblaje con los artistas invitados.